# Petar Bojović

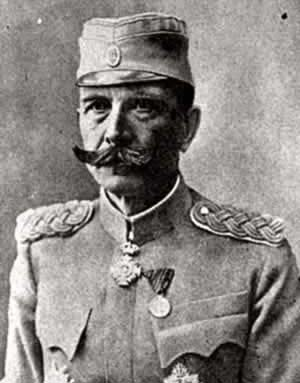
Petar Bojović während des Ersten Weltkriegs

Petar Bojović (serbisch-kyrillisch Петар Бојовић; * 4. Julijul. / 16. Juli 1858greg. in Miševići, Gemeinde Nova Varoš, Osmanisches Reich; † 19. Januar 1945 in Belgrad) war ein serbischer Offizier, zuletzt Vojvoda, und während des Ersten Weltkriegs zeitweise Generalstabschef der serbischen Armee. Petar Bojović gehört zusammen mit Radomir Putnik, Živojin Mišić und Stepa Stepanović zu den einflussreichen Militärpersonen Serbiens, die zu Ende des 19. und Anfang des 20. Jahrhunderts aufgrund der Modernisierung der Serbischen Armee nach europäischem Vorbild diese im Russisch-Osmanischen Krieg, Ersten- und Zweiten Balkankrieg sowie im Ersten Weltkrieg zu einem Schlüsselelement für die politische Neuordnung der Balkanhalbinsel werden ließen. Petar Bojović befehligte als Kommandant der Ersten Armee diese in der Schlacht bei Kumanovo 1912 sowie in der Schlacht am Dobro Polje 1918.

## Leben
Petar Bojović wurde als fünftes von sechs Kindern einer Bergbauernfamilie, das sechste Kind war seine einzige Schwester, in einer einfachen schindelgedeckten Holzhütte (brvnara) im Osmanischen Reich geboren. Sein Vater Peruta war aus der Region Vasojevići bei Andrijevica in Montenegro, wo bis heute ein gleichnamiges Dorf mit dem Namen Bojović existiert, nach Miševići zwischen Novi Varoš und Sjenica im Sandžak übergesiedelt. Seine Mutter Rada (1822–1904) aus Lopužine wurde im Kindesalter von 15 Jahren an den ihr unbekannten Peruta verheiratet. Die Hochzeit wurde im Hochland auf dem Friedhof und der Hütte vollzogen, da im Ort keine Kirche bestand. Die Mutter beschrieb ihre Hochzeit als trauriges Geschehen, in dem der Bruder des Bräutigams die Brautwerbung um die noch vierzehnjährige durchführte, sie aus dem Dorf der Eltern mitnahm und ins weiter entfernte Miševci verbrachte. 
Petars Kindheit war durch Armut und Hunger geprägt; die Holzhütte war nur mit Stroh ausgelegt und die Familie litt unter der rigiden Abgabenlast der osmanischen Feudalgesellschaft. Der Vater musste als einfacher Pächter (čivčija, türk. Landarbeiter) alles an den türkischen Aga abgeben. Brot gab es nur im Frühjahr und dann nur aus Hafer, Graupen und Mehlmischungen. Die Familie ernährte sich von Milch und Käse, die als einzige von den Abgaben übrigblieben. Auch flüchtete die Familie 1867 aus dem Osmanischen Reich nach Serbien und siedelte nach Radaljevo zwischen Ivanjica und Arilje über. Um vor dieser Flucht nicht entdeckt zu werden, wurden die Felder noch bestellt; die mobilen Gegenstände versteckte die Familie beim Schwiegervater sowie im Haus eines Verwandten Popen um sie bei späterer Gelegenheit mitzunehmen. Die Flucht wurde lange vorbereitet und die zu versteckenden Gegenstände mit Pferden nach und nach in die Dörfer Sup und Lopužine verbracht. Nachdem die Familie nach erfolgreicher Flucht zuerst bei einem Verwandten untergebracht war, kehrte Rada ins Heimatdorf zurück um nach Haus und Sachen zu sehen.
In Freiheit, jedoch ohne Besitz, mühte sich Peruta für das Überleben der Familie ab. Auf Radas Bestreben hin wurden ihre Kinder zur Schulbildung in die 4-jährige Grundschule in Ivanjica geschickt. In Ivanjica lernte Petar die serbischen epischen Gesänge zur Gusle kennen und bat die Älteren, ihm Epen und Heldengeschichten vorzusingen. Petar war durch seine Kindheit in der Gebirgsregion des Stari Vlah mit den typischen Merkmalen der Hirten- und Bergbewohner ausgestattet, er konnte klar und schnell denken, war munter und gewandt.
Die erste Klasse der Oberschule besuchte Petar in Užice. Rada sammelte durch den Verkauf landwirtschaftlicher und häuslicher Erzeugnisse auf dem Markt in Novi Varoš für Petar und den älteren Luka (1856–1929) Geld für die weitere Schulbildung in Belgrad am 5. Männer-Gymnasium. Sie selbst besuchte ihre in der Ausbildung befindlichen Söhne in Belgrad noch über zehnmal zu Fuß. Petar dankte den Bemühungen seiner Mutter um seine Ausbildung dadurch, dass er dieser noch am Ende ihres Lebens eigenhändig Lesen beibrachte und sie schließlich ohne Mühen aus den Evangelien vorlesen konnte. 
Ein Adjutant des Fürsten Mihailo Obrenović ermöglichte ihm seine Ausbildung in der 12. Klasse der Militär-Artillerieschule in Belgrad am 6. Oktober 1875 fortzusetzen. In der Klasse Petars lernte er neben Stepa Stepanović und Živojin Mišić. Es war das erste Zusammentreffen der späteren Vojvoden. Noch bevor er die Artillerieschule in Belgrad abschloss, nahm er an den Serbisch-Osmanischen Kriegen von 1876 bis 1878 teil. Als junger Leutnant der Kavallerie nahm er auch am Serbisch-Bulgarischen Krieg 1885 teil und wurde mit der Goldmedaille für Tapferkeit ausgezeichnet. Anschließend schlug er eine Generalstabslaufbahn ein, wurde 1888 zum Hauptmann befördert und 1890 dauerhaft in den Generalstabsdienst übernommen. 
In Kragujevac lernte Petar Mileva Jovanović (1872–1956) kennen. Das Paar heiratete am 4. Juni 1893 in der Kathedrale von Kragujevac. Sie hatten zusammen sechs Kinder (Bozidar, Vojislav, Radoslav, Dobroslav, Jelena, Rada). 
Am 17. Oktober 1896 wurde er aus Kragujevac nach Zaječar als Kommandant des Stabes des Timoker Divisions-Bereiches versetzt. In der Dienstzeit in Zaječar war Petar Bojović Treuhänder der Srpska književna zadruga. Er bekam für die Unterstützung der Gelehrten-Vereinigung, die sich zum Ziel gesetzt hatte, als Herausgeber der bedeutendsten literarischen Werke die Bildung der serbischen Bevölkerung zu verbessern, den Orden des Heiligen Sava III. Ordnung. Auch widmete er sich selbst der Herausgabe von Militärliteratur. In seiner Zeit in Niš verfasste er vier Militärbücher, die der pädagogischen Ausbildung im Offizierskader dienten. Auch übersetzte er ausländische Fachliteratur. 
Nach verschiedenen Truppen- und Stabsverwendungen wurde er 1897 als Major zum temporären Leiter der Mobilmachungsabteilung im serbischen Generalstab ernannt. Es folgten Verwendungen als Kommandeur verschiedener Regimenter, als Assistent des Chefs des Generalstabs und als Brigadekommandeur in Niš. In Niš übersetzte und verfasste er Lehrbücher. 

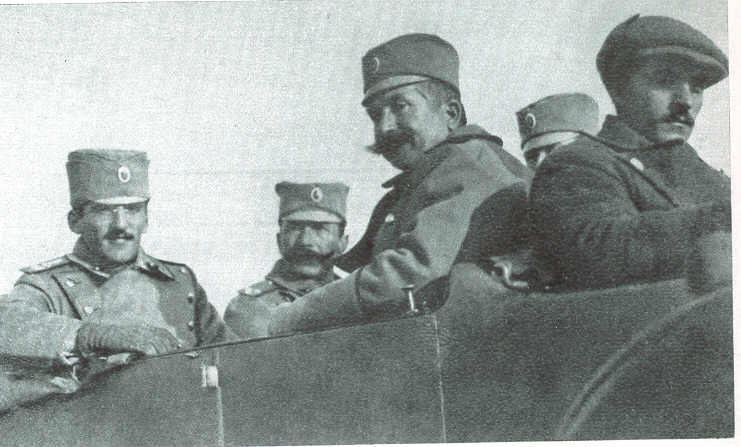
Bojović mit Kronprinz Alexander während der Balkankriege

Nach dem Staatsstreich vom Mai 1903 wurde Bojović zum Leiter der Operationsabteilung des Generalstabs und im Dezember zum Kommandeur der Morava-Division ernannt. Ab 1906, nach der Ernennung Radomir Putniks zum Kriegsminister, fungierte er als Chef des Generalstabs. 1909 wurde er Kommandeur der Kavalleriedivision. Im Ersten Balkankrieg 1912/13 war er Chef des Stabes der 1. Armee, die von Kronprinz Alexander befehligt wurde, und hatte wesentlichen Anteil an deren Erfolgen in den Schlachten bei Kumanovo und Prilep. Bojović war als militärischer Experte Teilnehmer der Friedensverhandlungen mit dem Osmanischen Reich in London. Im Zweiten Balkankrieg war er erneut Stabschef der Ersten Armee. Nach dem Kriegsende wurde er militärischer Befehlshaber in den neuerworbenen Gebieten.
Im Ersten Weltkrieg war Bojović Oberbefehlshaber in der Schlacht von Cer und beim Einfall in Syrmien. Während der Schlacht an der Kolubara zwang ihn eine Verwundung zur Abgabe des Oberbefehls an Živojin Mišić. 1915 wurde er erneut Befehlshaber in Neuserbien und wehrte während des Serbienfeldzugs der Mittelmächte die bulgarischen Truppen lange genug ab, um der serbischen Armee den Rückzug nach Albanien zu ermöglichen. Im Januar 1916 löste er Putnik als Generalstabschef ab. Nach der Reorganisation der Armee auf Korfu beaufsichtigte Bojović deren Verlegung an die Salonikifront und führte sie während der Monastir-Offensive Ende 1916.
Im Juni 1918 trat Bojović nach Auseinandersetzungen mit dem ihm formal vorgesetzten Oberbefehlshaber an der Salonikifront, dem französischen General Guillaumat, vom Posten des Generalstabschefs zurück und übernahm wieder die 1. Armee. Mit dieser nahm er erfolgreich an der alliierten Schlussoffensive teil und erhielt im September 1918 den Titel eines Vojvoda.
Nach dem Krieg blieb Bojović Oberbefehlshaber des 1. Armeebezirks und wurde nach Mišić’ Tod im Januar 1921 erneut Chef des Generalstabs. Bereits im Dezember des gleichen Jahres wurde er allerdings wieder entlassen und zog sich weitgehend aus dem öffentlichen Leben zurück.
Nach dem Staatsstreich im März 1941 wurde er als einziger noch lebender Vojvoda zum Generalinspekteur der jugoslawischen Streitkräfte ernannt. Nach der deutschen Invasion wurde er gefangen genommen und, nachdem er es abgelehnt hatte, für die Deutschen als Aushängeschild ihrer Besatzungsherrschaft zu dienen, faktisch unter Hausarrest gestellt. Nach der Befreiung Belgrads Ende 1944 wurde der greise Feldmarschall von einziehenden Partisanen verhört und verstarb am 19. Januar 1945 in seinem Belgrader Haus. Er wurde ohne militärische Ehren im Familiengrab bestattet. Die Bevölkerung wurde per Radio vor einer Teilnahme gewarnt, die eine Strafverfolgung nach sich gezogen hätte. Mit dem Ende des Kommunismus setzte eine Rückbesinnung auf den serbischen Nationalhelden ein, dessen heute mit zahlreichen Denkmälern gedacht wird.